# Makar Tieriochin
Makar Fomicz Tieriochin, ros. Макар Фомич Терёхин (ur. 5 marca?/17 marca 1896, zm. 30 marca 1967 w Riazaniu) – Rosjanin, radziecki dowódca wojskowy, generał porucznik wojsk pancernych, dowódca 2 Armii; Bohater Związku Radzieckiego.

## Życiorys
Uczestniczył w bitwie nad Chałchin-Goł od 9 sierpnia do 16 września 1939, gdzie dowodził 11 Korpusem Zmechanizowanym (1 Grupa Armijna) i jednocześnie wojskami zmechanizowanymi 1 Grupy Armijnej. Za umiejętne dowodzenie 17 listopada 1939 otrzymał medal Złotej Gwiazdy nr 151, Order Lenina i tytuł Bohatera Związku Radzieckiego. 
Do grudnia 1939 dowodził 20 Korpusem Pancernym stacjonującym w Mongolii, następnie od 3 marca 1940 brał udział w wojnie z Finlandią jako dowódca 19 Korpusu Strzeleckiego.
Od czerwca 1940 dowodził 5 Korpusem Zmechanizowanym w Zabajkalskim Okręgu Wojskowym. W 1941 ukończył kurs doskonalący wyższej kadry dowódczej.
Od marca 1941 dowodził 2 Armią na Froncie Dalekowschodnim, zabezpieczając granicę z Mongolią, zajętą przez Japonię. Jednocześnie szkolił oddziały, wysyłane na front z Niemcami. 
Na początku sierpnia 1945 2 Armia weszła w skład 2 Frontu Dalekowschodniego. Prowadziła działania bojowe na froncie radziecko-japońskim w ramach mandżurskiej strategicznej operacji zaczepnej. 9 i 10 sierpnia 1945 jej przednie oddziały sforsowały Amur, zdobywając trzy przyczółki, co pozwoliło zlikwidować sachaliński rejon umocniony i do 17 sierpnia zamknąć okrążenie tego rejonu, co zakończyło się kapitulacją w ten dzień japońskiej 123. Dywizji Piechoty (ponad 17 000 ludzi). Następnie oddziały armii w walce pokonały grzbiet Mały Chingan, zajmując kilkanaście dużych miast i 21 sierpnia podeszły pod Qiqihar, łącząc się z oddziałami Frontu Zabajkalskiego i zamykając w okrążeniu japońską 4 Samodzielną Armię. Spowodowało to masową kapitulację wojsk japońskich.
Po wojnie do grudnia 1945 nadal dowodził 2 Armią, następnie korpusem strzeleckim. W 1949 ukończył Wyższe Kursy Akademickie przy Wyższej Akademii Wojskowej im. Woroszyłowa, następnie był zastępcą dowódcy wojsk Białoruskiego i Północnego Okręgu Wojskowego. 
W 1954 odszedł do rezerwy. 

## Odznaczenia
Nagrodzony był trzema Orderami Lenina, dwoma Orderami Czerwonego Sztandaru, Orderem Kutuzowa I klasy, medalami, mongolskim (przyznanym w 1939) Orderem Bojowego Czerwonego Sztandaru.